# طعن سلمان رشدي
في 12 أغسطس 2022، تعرض الكاتب البريطاني من أصل هندي سلمان رشدي، للطعن عندما كان على وشك إلقاء محاضرة في معهد تشوتاكوا، بغرب ولاية نيويورك، الولايات المتحدة الأمريكية. كما تعرض هنري ريس، المؤسس المشارك لمدينة اللجوء، الذي كان بصدد محاورة رشدي، لإصابات طفيفة في الرأس أثناء وقوفه على خشبة المسرح. ألقت الشرطة القبض على الشخص المشتبه بهِ، وهو يبلغ من العمر 24 عامًا ويُدعى هادي مطر. وفي اليوم التالي تم اتهامه بمحاولة القتل والاعتداء.
نُقل الكاتب في مروحية إلى مستشفى قريب في مدينة إيري شمال غربي ولاية بنسلفانيا الأمريكية، وخضع لعملية جراحية ووُضع على جهاز التنفس الصناعي. وبعد يوم من تعرضه للطعن، أكد وكيله الأدبي، آندرو وايلي، لوكالة أسوشيتيد برس أنه تم رفع جهاز التنفس الصناعي عن الكاتب رشدي، وأنه أصبح قادر على التحدّث.

## الخلفية
في 26 سبتمبر 1988 أصدر سلمان رشدي روايته «آيات شيطانية»، وهو تطاول فيها على نبي الإسلام، ووصفه بـ«المستبد»، كما أساء للقرآن الكريم وتعاليم الشريعة الإسلامية.
وهاجم زوجات النبي وبناته، حيث أنه في سياق الرواية يطلق على بائعات هوى أسماء زوجات النبي.
وزعم رشدي أن مصطلح «الآيات الشيطانية مقصود بها آيات تم حذفها من القرآن الكريم كانت تتضمن دعاء الرسول لآلهة وثنية في مكة»، وان الرسول قام بحذف وتغيير هذه الآيات بتبرير بأن الشيطان نطق على لسانه هذه الايات.
وقد استخدم رشدي في هذه الرواية لفظة «ماهوند» بدلاً من محمد وإنه مصطلح مهين للرسول استخدمه الإنجليز خلال الحروب الصليبية. واستخدام مصطلح «الجاهلية» للدلالة على مدينة مكة المكرمة. كما انه استخدم مصطلحات مسيئة تجاه إبراهيم، وأساء صحابة الرسول أيضا.
أدى نشر الرواية إلى ضجة كبيرة في أوساط العالم الإسلامي، خرجت مظاهرات تنديد بالكتاب في إسلام آباد ولندن وطهران وبومبي ودكا وإسطنبول والخرطوم ونيويورك. وقامت بنغلاديش والسودان وجنوب أفريقيا وكينيا وسريلانكا وتايلاند وجمهورية تنزانيا المتحدة وإندونيسيا وفنزويلا وسنغافورة بمنع الكتاب.
وفي 14 من شهر فبراير 1989، أدان قائد الثورة الإيرانية، روح الله الخميني، الكتاب علنًا وأصدر فتوى بهدر دم رشدي باعتباره «مرتدا عن الإسلام».
تلقى رشدي، على مدار أعوام، تهديدات بالقتل وتعرض لأكثر من محاولة اغتيال. ولكنه توارى عن الأنظار ووفرت الشرطة البريطانية الحماية في مكان مجهول.
في عام 2015، أعلن رشدي دعمه لصحيفة «شارلي إيبدو» الفرنسية التي نشرت رسوما كاريكاتيرية مسيئة للنبي محمد.
وقبل أسبوعين من الهجوم أعرب رشدي عن اعتقاده أن حياته قد أصبحت «طبيعية جدًا مرة أخرى». قائلا إن حياته كانت ستتعرض لخطر أكبر لو كانت مواقع وتطبيقات التواصل الاجتماعي موجودة في الوقت الذي كتب فيه رواية «آيات شيطانية».
وفقًا لريس، في يوم الحادث كان رشدي على وشك التحدث عن دور الولايات المتحدة كملاذ آمن للكتاب المضطهدين.

## الهجوم
في 12 أغسطس، في حوالي الساعة 10:47 صباحًا بتوقيت شرق الولايات المتحدة، تعرض الكاتب البريطاني من أصل هندي سلمان رشدي، للطعن في معهد تشوتاكوا، عندما كان على وشك إلقاء خطاب عن الولايات المتحدة باعتباره ملاذ آمن للكتاب المنفيين. وقالت الشرطة وشهود عيان إن المهاجم طعنه في بطنه ورقبته، وهو ما يجهد لمواصلة الهجوم حتى بعد أن أوقفه عدة أشخاص. كما إن هنري ريس، أحد مؤسسي مدينة اللجوء، الذي كان على خشبة المسرح وكان من المقرر أن يقابل رشدي في الحدث، أصيب بجروح طفيفة في الرأس.
قام جندي الذي كان حاضرًا باعتقال المشتبه به بمساعدة نائب عمدة محلي.
نُقل رشدي في مروحية إلى مستشفى قريب في مدينة إيري شمال غربي ولاية بنسلفانيا الأمريكية، وقال وكيله الأدبي، آندرو وايلي، مساء يوم 12 أغسطس، إن رشدي خضع لعملية جراحية ووُضع على جهاز التنفس الصناعي ولم يتمكن من التحدث. وقال ويلي إنه من المحتمل أن يفقد رشدي إحدى عينيه، وقد قطعت أعصاب ذراعه وتعرض كبده للطعن والتلف.
أوضح المدعي العام لمقاطعة تشوتوكوا، أن إصابات رشدي تضمنت ثلاث طعنات في الجانب الأيمن من مقدمة رقبته وأربع طعنات في بطنه وثقب في عينه اليمنى وثقب في صدره وجرح في فخذه الأيمن. وبعد يوم من تعرض رشدي للطعن، أكد ويلي لوكالة أسوشيتيد برس أنه تم رفع جهاز التنفس الصناعي عن الكاتب رشدي، وأنه أصبح قادر على التحدّث. وفي 14 أغسطس، قال ويلي أنه على الرغم من أن حالة رشدي «تسير في الاتجاه الصحيح»، فإن تعافيه سيكون عملية طويلة.

## ما بعد الحادثة
بدأت شرطة ولاية نيويورك في التحقيق في حادثة الطعن، بمساعدة من مكتب التحقيقات الفيدرالي ومحامي مقاطعة تشاوتاوكوا.
تم اتهام المشتبه به، هادي مطر، بالشروع في القتل من الدرجة الثانية والاعتداء من الدرجة الثانية. ودفع مطر بأنه غير مذنب وهو محتجز بدون كفالة.
أصدر متحدث باسم إدارة بايدن في الولايات المتحدة بيانًا أدان الهجوم علانية.
كما أصدر رئيس الوزراء البريطاني بوريس جونسون، والرئيس الفرنسي إيمانويل ماكرون، ورئيس الوزراء الكندي جاستن ترودو، والمستشار الألماني أولاف شولتز، بيانات إدانة الهجوم وأعربوا عن تمنياتهم الطيبة لرشدي.
نفت إيران بشكل حازم أي صلة لها بطعن سلمان رشدي، وألقت باللوم على رشدي وأنصاره في الهجوم عليه، معتبرة أن حرية التعبير لا تبرر إساءته للدين. وقال المتحدث باسم وزارة الخارجية الإيرانية، ناصر كنعاني: إنّ «سلمان رشدي عرّض نفسه لغضب الناس ليس فقط المسلمين ولكن أيضا أتباع الديانات السماوية الأخرى، من خلال الإساءة للمقدسات الإسلامية وتجاوز الخط الأحمر لأكثر من 1.5 مليار مسلم، وكذلك الخطوط الحمراء لجميع أتباع الديانات السماوية».
وكتب المحلل السياسي الإيراني-الأمريكي محمد ماراندي، مستشار فريق التفاوض الإيراني: "لن أذرف الدموع على كاتب جلب كراهية وازدراء لا نهاية لهما تجاه المسلمين والإسلام. وأضاف: "لكن، أليس من الغريب أنه مع اقتراب الاتفاق النووي المحتمل، أطلقت أمريكا مزاعم حول محاولة اغتيال جون بولتون، ثم يحدث هذا؟ (عملية طعن سلمان رشدي)" وأشار بيان ماراندي إلى مزاعم وزارة العدل الأمريكية التي أتهمت إيران بمحاولة قتل مستشار الأمن القومي الأمريكي جون بولتون في عام 2020.
في مايو 2025م  حكم على هادي مطر اللبناني الأميركي البالغ من العمر 27 عاماً، بالسجن 25 عاماً، وفق ما نشرت «وكالة الصحافة الفرنسية». وكانت هيئة محلفين قد أدانت مطر الذي نشأ في الولايات المتحدة، بمحاولة القتل والاعتداء في ختام محاكمة استمرت أسبوعين في مايفيل. وحُكم عليه بأقصى عقوبة، وهي السجن 25 عاماً، بالإضافة إلى السجن سبع سنوات بتهمة إصابة شخص آخر سيقضيها بالتوازي.